# Kralj Kostura
Kralj Kostura je lik iz crtane serije Superrobotov majmunski tim. Kralj Kostura je visok kostur s tri roga na lubanji, crvenim očima i crnim plaštem. U ruci drži štap. Kralj Kostura je inspiriran čudovištem zvanim Skeletor. Glas mu je posudio Mark Hamill.

## Lik
Kralj Kostura je najveći negativac u seriji. To je moćan i zao demon, neprijatelj Majmunskog tima. Njegov je gospodar drevni demon Mračni – Gospodar Tame. Suradnici Kralja Kostura su Mandarin (izvorno prvi majmun) i Valeena (Čarobnica Lubanje). Kralj Kostura je nekoć bio čovjek, a glavno zanimanje mu je bila alkemija, ali je pod utjecajem Mračnih postao čudovište. Prvotno je stvorio Majmunski tim kao obranu svemira. Čini se da je Chiro sin Kralja Kostura. To dokazuje epizoda "Skeleton King" kad je Chiro naišao na gomilu igrački unutar Utvrde kosti (Utvrda kosti je golem svemirski brod načinjen od kostiju, utočište Kralja Kostura). Također, Chiro ima crnu kosu i plave oči, a tako je izgledao Alkemičar. Kralj Kostura je u epizodi "I, Chiro" probudio Mračnoga i postao povezan s njim. Zajedno su harali svemirom, uništavajući svjetove. Majmuni su po Mračnome postavili bombe, ali je Mandarin spasio lubanju. Zajedno s Valeenom je skupio dijelove duše Kralja Kostura i oživio ga. Dijelovi duše su Vatra mržnje, Ledeni kristal i Duša zla. Usto, Valeena je uzela i plašt za novu odjeću svog gospodara. Kralj Kostura je tad uništio Valeenu kako bi postala dio njegove vojske. Podigao je veliku palaču od kostiju i opremio moćnu vojsku Bezličnih. Majmunski tim je u pomoć pozvao svoje saveznike, i tako je počeo rat. 